# 테임사이드

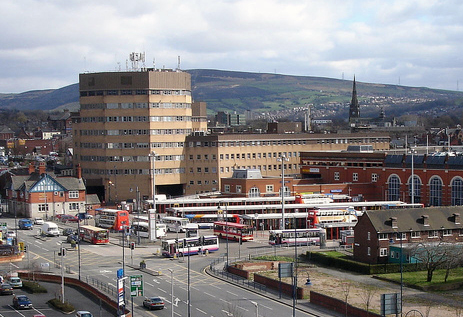
테임사이드 시청

테임사이드의 위치

테임사이드(영어: Tameside)는 잉글랜드 그레이터맨체스터주에 위치한 도시 자치구로 중심 도시는 애시턴언더라인이며 면적은 103.17km2, 높이는 151m, 인구는 220,771명(2014년 기준), 인구 밀도는 2,078명/km2이다.

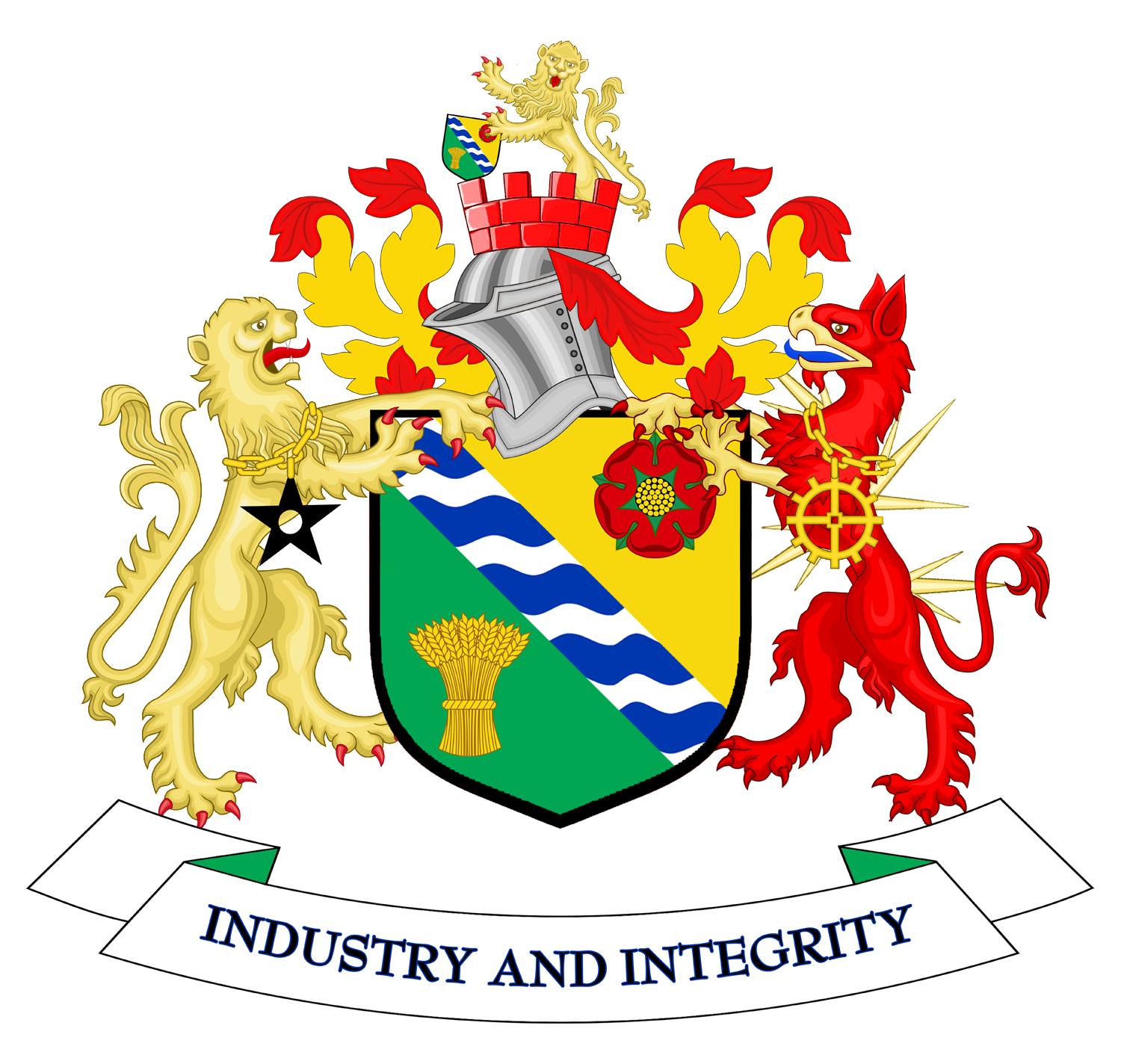
시 문장